# フィスク・ジュビリー・シンガーズ
フィスク・ジュビリー・シンガーズ(Fisk Jubilee Singers)はアフリカ系アメリカ人のア・カペラアンサンブルであり、フィスク大学の学生で構成される。1871年、フィスク大学への資金集めのために初代グループが組織された。初期のレパートリーは黒人霊歌が中心であったが、スティーブン・フォスターの曲も何曲か含まれていた。地下鉄道に沿って、イングランドやヨーロッパでの公演同様、アメリカ国内でも巡業が行われた。後に19世紀のグループでもヨーロッパ巡業が行われた。
2002年、アメリカ議会図書館は1909年録音の『Swing Low, Sweet Chariot』を全米録音資料登録簿 (National Recording Registry) に登録した。2008年、アメリカ国民芸術勲章が与えられた。

## 経歴
フィスク・ジュビリー・シンガーズはフィスク大学の資金集めのために組織された。テネシー州ナッシュビルでアメリカ伝道協会と地元の支援者により、南北戦争後の解放奴隷や若いアフリカ系アメリカ人に対して教育を施す目的で歴史的黒人大学であるフィスク大学は設立された。創立5年で深刻な財政危機に陥った。倒産や閉鎖を避けるため北部出身の白人宣教師でフィスク大学の会計係兼音楽監督のジョージLホワイトは大学への資金集めのために9人の生徒を集めた。1871年10月6日、2つのカルテットとピアノ奏者としてホワイトの指示により全米巡業を敢行した。彼らの最初の演奏地はオハイオ州シンシナティであった。それからの18ヶ月、オハイオ州、ペンシルベニア州、ニューヨーク州、コネチカット州、ロードアイランド州、ニュージャージー州、マサチューセッツ州、メリーランド州、ワシントンD.C.を巡業した。
シンシナティでのコンサートの後、50ドル以下という小額しか利益を上げられなかったが1871年10月のシカゴ大火のために寄付をした。ソプラノ歌手のマギー・ポーターは「私たちは30ドルと、少ない硬貨を全て寄付し、私たちには何も残らなかった」と言った。シンシナティ市長は「昨夜のコンサートの利益をシカゴの危機のために寄付してくれた寛容な若い黒人たちに感謝する」と言った。オハイオ州コロンバスへ向かったが、マスコミからのいやがらせなどで観客が離れ、資金も集められず、ホテルの状態も酷く、疲労し落胆した。
フィスク・ジュビリー・シンガーズと牧師のヘンリー・ベネットは巡業が続けられるよう祈った。ホワイトも同様に祈り、また観客の心を掴む必要があると考えた。翌朝彼はフィスク・ジュビリー・シンガーズに「子供たちよ、ヨベル(ジュビリー)の年の記念に残るジュビリー・シンガーズとなるべきだ。」と言った。これは聖書のレビ記によるとヨベルの年の指示的意味である。全ての奴隷たちが解放された『ヨベルの年』の50日のペンテコステである。フィスク大学の生徒たちの多くやその家族が新たに解放奴隷となり、『ジュビリー・シンガーズ』となった。
ジュビリー・シンガーズの演奏は、出演者が顔を黒く塗って演じる『ミンストレル・ショー』とは全く別物であった。巡業は続けられ、観客も彼らの演奏を高く評価するようになり、彼らも賞賛されるようになった。フィスク・ジュビリー・シンガーズは19世紀後半、知らず知らずのうちに白人や北部の人たちに黒人霊歌を大衆化させた最初の歌手となっていった。苦しい始まりではあったが、最初のアメリカ巡業は最終的にフィスク大学のために$40,000もの大金を得て戻った。
1872年初頭、ボストンで開催された世界平和聖年国際音楽祭で演奏し、その年の3月、第18代アメリカ合衆国大統領ユリシーズ・グラントに招聘されホワイトハウスで演奏を行った。その他にワシントンD.C.で副大統領スカイラー・コルファクスと連邦議会員の前でも演奏した。その後ニューヨークへ行き、ブルックリンのプリマス教会の牧師ヘンリー・ワード・ビーチャーやマンハッタンのスタインウェイ・ホールで熱心な観客の前で演奏した。国中から注目を集め、寄付金も増えた。6週間のニューヨーク滞在でフィスク大学のために$20,000を集め、ナッシュビルに戻った。
1873年、11人のメンバーでグレートブリテン島を含むヨーロッパ巡業に行き、4月にヴィクトリア女王の前で『Steal Away to Jesus』と『Go Down, Moses』を演奏し、1874年5月にアメリカに戻った。翌年またヨーロッパ巡業に出かけ1875年5月から1878年7月まで続いた。フィスク大学のために約$150,000を集め、フィスク大学の最初の永久的な校舎の建設に使われた。ジュビリー・ホールと名付けられたこの建物は、1975年にアメリカ合衆国国定歴史建造物に登録され、現在もその場所に建っている。
1878年、過酷な巡業スケジュールのため初代のジュビリー・シンガーズは解散した。メンバーのエラ・シェパードは「私たちの体力や精神力はホテル、汽車、少ない観客、あざけりにより癒しが必要だった」と語った。ポーターも「寝る場所も食べる物もないことが何度もあった。ホワイト先生は私たちにサンドイッチを調達してきてくれたり、寝る場所を探したり尽力してくれた。」彼らが駅で待っている間、ホワイト「と他の団体の人がみぞれ、雪、雨の中、私たちが泊まれる所を探すためにホテルからホテルへと駆けずり回ってくれた。」と語った。
1879年、ジョージ・ホワイトと歌手のフレデリックJルーディンの監督のもと、新生ジュビリー・シンガーズが誕生した。メンバーはジェニー・ジャクソン、マギー・ポーター、ジョージア・ゴードン、メイベル・ルイス、パティ・マローン、ヒントン・アレクサンダー、ベンジャミンWトーマス、そして新人のR・A・ホール、マティ・ローレンス、ジョージEバレットである。その他に、予約などのマネージメント係にA・カッシングが入った。

### 巡業
(注:カッコ内は短期間の参加者である)

#### 1871年10月～1872年3月、第一回巡業
(フィービー・アンダーソン)-アルト、アイザック・ディッカーソン-バス、グリーン・エヴァンス-バス、ベンジャミン・ホームズ-テナー、ジェニー・ジャクソン-ソプラノ、マギー・ポーター-ソプラノ、トーマス・ルトゥリング-テナー、エラ・シェパード-ソプラノ兼ピアノ兼オルガン兼ギター、ミニー・テイト-アルト、エリザ・ウォーカー-アルト、(ジョージ・ウェルズ)-パフォーマー

#### 1872年5月～1874年5月、第二回巡業
アイザック・ディッカーソン-バス、(グリーン・エヴァンス)-バス、ジョージア・ゴードン-ソプラノ、ベンジャミン・ホームズ-テナー、ジェニー・ジャクソン-ソプラノ、ジュリア・ジャクソン-アルト、メイベル・ルイス-アルト、(ジョセフィン・ムーア)-ピアノ、(ヘンリー・モーガン)-テナー、マギー・ポーター-ソプラノ、トーマス・ルトゥリング-テナー、エラ・シェパード-ソプラノ兼ピアノ兼オルガン兼ギター、ミニー・テイト-アルト、エドマンド・ワトキンス-バス

#### 1875年1月～1878年7月、第三回巡業
ヒントン・アレクサンダー-テナー、(ミニー・バトラー)-歌手兼楽器演奏(詳細不明)、マギー・カーンズ-ソプラノ、ジョージア・ゴードン-ソプラノ、(エラ・ヒルドリッジ)-ソプラノ、ジェニー・ジャクソン-ソプラノ、ジュリア・ジャクソン-アルト、メイベル・ルイス-アルト、フレデリックJルーディン-バス、(パティ・マローン)-メゾ・ソプラノ、(ガブリエル・オウスリー)-バス、マギー・ポーター-ソプラノ、アメリカ・ロビンソン-アルト、トーマス・ルトゥリング-テナー、エラ・シェパード-ソプラノ兼ピアノ兼オルガン兼ギター、ベンジャミンWトーマス-バス、(ルシンダ・ヴァンス)-アルト、エドマンド・ワトキンス-バス

### 出身者
ジュビリー・シンガーズに在籍した者で著名な者を以下に記す。
- ロラルド・ヘイズ(作詞兼テナー) - 国際的に賞賛されるようになった最初のアフリカ系アメリカ人男性音楽家。
- フレデリックJルーディン(コーラス中のバス) - 彼の歌唱技術はしばしば生まれも育ちもアメリカの優秀な男性歌手のうちの2人であるロラルド・ヘイズ、ポール・ロブスンと比較される。1878年の解散の前後に元祖フィスク・ジュビリー・シンガーズの監督も務め、世界巡業し世界中からの賞賛を受け、約30年もの間、歌手兼監督兼マネージャーを続けてきた。
- マチルダ・シシレッタ・ジョイナー・ジョーンズ(ソプラノ) - グランド・オペラ、ライト・オペラ、ポピュラー音楽など様々なジャンルで活動していた。
- パティJマローン(メゾ・ソプラノ)
- マンディーサ・リン・ハンドレイ - マンディーサという名でゴスペル歌手として活動しており、グラミー賞とダヴ賞にノミネートされた。2006年の『アメリカン・アイドル』シーズン5で最終選考に残り第9位となった。

### ジュビリー・デイ
毎年10月6日、フィスク大学は第一回巡業に因んでジュビリー・デイとして祝う。

## 近年の業績
フィスク大学の生徒たちにより、ジュビリー・シンガーズとしての活動は今も続いている。2000年の時点では14人のメンバーで楽器伴奏無し、指揮者も舞台上にいない状態での演奏が行われていた。ダニー・グローヴァー、ハンク・ウィリアムズ・ジュニア、フェイス・ヒル、シャナイア・トゥエインなど著名な歌手との共演もあった。

### ラジオ番組
2010年5月15日、BBCラジオ4でエイドリアン・ミッチェル(2008年に亡くなった詩人、脚本家、人権活動家)による1873年のフィスク・ジュビリー・シンガーズのヨーロッパ巡業の演奏が放送された。彼らと、彼らを賞賛し後に彼らの広報係となるウェールズ人ジャーナリストとの関係を描いたものであった。

## 受賞歴
- 1996年、ナショナル・アーツ・クラブからPresidential Lifetime Achievement Award受賞。
- 2000年、ゴスペル音楽の殿堂に登録。
- 2006年、ミュージック・シティ・ウォーク・オブ・フェイムに登録。
- 2004年、2003年に録音された『In Bright Mansions』に収録された『Poor Man Lazarus』がダヴ賞を受賞。
- 『In Bright Mansions』はグラミー賞の最優秀アルバム・パッケージ賞にもノミネート。
- 2008年、アメリカ国民芸術勲章受賞。
- 2009年、コンピレーション・アルバム『Oh Happy Day: An All-Star Music Celebration』に収録された『I Believe』をジョニー・ラングと共に演奏。